# Team Shanghai Alice
Team Shanghai Alice (japonês: 上海アリス幻樂団, Hepburn: Shanhai Arisu Gengakudan, literalmente "Banda Fantasia Shanghai Alice"), anteriormente conhecida como ZUN Soft, é uma desenvolvedora de jogos dōjin japonesa. Desde 1995, o único membro do grupo, Jun'ya "ZUN" Ōta, desenvolveu e publicou Touhou Project, uma série de jogos shmup, bem como colaborou com outros círculos dōjin para produzir obras de mídia impressa relacionadas e álbuns musicais.
"ZUN Soft" foi originalmente criada como um nome genérico para cada jogo do Touhou Project. Após a era PC-98 de Touhou, ZUN mudou o nome do círculo para "Shanghai Alice". De acordo com ZUN, este nome foi escolhido para se encaixar no tema geral de Touhou Project. "Shanghai", para ele, é uma cidade multicultural onde os estilos ocidentais e orientais se encontram, e "Alice" evoca um sentimento feminino ou de lolita gótica. "Banda Fantasia" (幻樂団 Gengakudan) surge da tentativa fracassada do ZUN de registrar o grupo como um círculo musical para o Comiket 61 em dezembro de 2001; ele decidiu manter o nome enquanto se candidatava como um círculo de jogo para o Comiket 62, onde lançaria Embodiment of Scarlet Devil.

## Produções

### Jogos
Como ZUN Soft:
| Título                                                  | Gênero       | Sistema | Data de lançamento                  | Desenvolvedor(es)         | Ref(s) |
| ------------------------------------------------------- | ------------ | ------- | ----------------------------------- | ------------------------- | ------ |
| Highly Responsive to Prayers Tōhō Reiiden (東方靈異伝)  | Arkanoid     | PC-98   | 15 de agosto de 1997 (Comiket 52)   | ZUN Soft Amusement Makers | [ 2 ]  |
| Story of Eastern Wonderland Tōhō Fūmaroku (東方封魔録)  | Shoot 'em up | PC-98   | 15 de agosto de 1997 (Comiket 52)   | ZUN Soft Amusement Makers | [ 3 ]  |
| Phantasmagoria of Dim. Dream Tōhō Yumejikū (東方夢時空) | Shoot 'em up | PC-98   | 29 de dezembro de 1997 (Comiket 53) | ZUN Soft Amusement Makers | [ 4 ]  |
| Lotus Land Story Tōhō Gensōkyō (東方幻想郷)             | Shoot 'em up | PC-98   | 14 de agosto de 1998 (Comiket 54)   | ZUN Soft Amusement Makers | [ 4 ]  |
| Mystic Square Tōhō Kaikidan (東方怪綺談)                | Shoot 'em up | PC-98   | 30 de dezembro de 1998 (Comiket 55) | ZUN Soft Amusement Makers | [ 4 ]  |

Como Team Shanghai Alice:
| Título | Gênero                  | Sistema           | Data de lançamento                  | Desenvolvedor(es)                     | Ref(s)      |
| --- | ----------------------- | ----------------- | ----------------------------------- | ------------------------------------- | ----------- |
| Embodiment of Scarlet Devil Tōhō Kōmakyō (東方紅魔郷)                                                            | Shoot 'em up            | Microsoft Windows | 11 de agosto de 2002 (Comiket 62)   | Team Shanghai Alice                   | [ 5 ]       |
| Perfect Cherry Blossom Tōhō Yōyōmu (東方妖々夢)                                                                  | Shoot 'em up            | Microsoft Windows | 17 de agosto de 2003 (Comiket 64)   | Team Shanghai Alice                   | [ 6 ]       |
| Imperishable Night Tōhō Eiyashō (東方永夜抄)                                                                     | Shoot 'em up            | Microsoft Windows | 15 de agosto de 2004 (Comiket 66)   | Team Shanghai Alice                   | [ 7 ]       |
| Immaterial and Missing Power Tōhō Suimusō (東方萃夢想)                                                           | Luta                    | Microsoft Windows | 30 de dezembro de 2004 (Comiket 67) | Team Shanghai Alice Twilight Frontier | [ 8 ] [ 9 ] |
| Phantasmagoria of Flower View Tōhō Kaeizuka (東方花映塚)                                                         | Shoot 'em up            | Microsoft Windows | 14 de agosto de 2005 (Comiket 68)   | Team Shanghai Alice                   | [ 10 ]      |
| Shoot the Bullet Tōhō Bunkachō (東方文花帖)                                                                      | Shoot 'em up            | Microsoft Windows | 30 de dezembro de 2005 (Comiket 69) | Team Shanghai Alice                   | [ 11 ]      |
| Mountain of Faith Tōhō Fūjinroku (東方風神録)                                                                    | Shoot 'em up            | Microsoft Windows | 17 de agosto de 2007 (Comiket 72)   | Team Shanghai Alice                   | [ 12 ]      |
| Scarlet Weather Rhapsody Tōhō Hisōten (東方緋想天)                                                               | Luta                    | Microsoft Windows | 25 de maio de 2008 (Reitaisai 5)    | Team Shanghai Alice Twilight Frontier | [ 13 ]      |
| Subterranean Animism Tōhō Chireiden (東方地霊殿)                                                                 | Shoot 'em up            | Microsoft Windows | 16 de agosto de 2008 (Comiket 74)   | Team Shanghai Alice                   | [ 14 ]      |
| Undefined Fantastic Object Tōhō Seirensen (東方星蓮船)                                                           | Shoot 'em up            | Microsoft Windows | 15 de agosto de 2009 (Comiket 76)   | Team Shanghai Alice                   | [ 15 ]      |
| Touhou Hisoutensoku Tōhō Hisōtensoku ~ Chōdokyū Ginyoru no Nazo wo Oe (東方非想天則 〜 超弩級ギニョルの謎を追え) | Luta                    | Microsoft Windows | 15 de agosto de 2009 (Comiket 76)   | Team Shanghai Alice Twilight Frontier | [ 16 ]      |
| Double Spoiler Daburu Supoiraa ~ Tōhō Bunkachō (ダブルスポイラー 〜 東方文花帖)                                  | Shoot 'em up            | Microsoft Windows | 14 de março de 2010 (Reitaisai 7)   | Team Shanghai Alice                   | [ 17 ]      |
| Fairy Wars Yōsei Daisensō ~ Tōhō Sangetsusei (妖精大戦争 〜 東方三月精)                                          | Shoot 'em up            | Microsoft Windows | 14 de agosto de 2010 (Comiket 78)   | Team Shanghai Alice                   | [ 18 ]      |
| Ten Desires Tōhō Shinreibyō (東方神霊廟)                                                                         | Shoot 'em up            | Microsoft Windows | 13 de agosto de 2011 (Comiket 80)   | Team Shanghai Alice                   | [ 19 ]      |
| Hopeless Masquerade Tōhō Shinkirō (東方心綺楼)                                                                   | Luta                    | Microsoft Windows | 26 de maio de 2013 (Reitaisai 10)   | Team Shanghai Alice Twilight Frontier | [ 20 ]      |
| Double Dealing Character Tōhō Kishinjō (東方輝針城)                                                              | Shoot 'em up            | Microsoft Windows | 12 de agosto de 2013 (Comiket 84)   | Team Shanghai Alice                   | [ 21 ]      |
| Impossible Spell Card Danmaku Amanojaku (弾幕アマノジャク)                                                       | Shoot 'em up            | Microsoft Windows | 11 de maio de 2013 (Reitaisai 11)   | Team Shanghai Alice                   | [ 22 ]      |
| Urban Legend in Limbo Tōhō Shinpiroku (東方深秘録)                                                               | Luta                    | Microsoft Windows | 10 de maio de 2015 (Reitaisai 12)   | Team Shanghai Alice Twilight Frontier | [ 23 ]      |
| Urban Legend in Limbo Tōhō Shinpiroku (東方深秘録)                                                               | Luta                    | PlayStation 4     | JP: 8 de dezembro de 2016           | Team Shanghai Alice Twilight Frontier | [ 24 ]      |
| Legacy of Lunatic Kingdom Tōhō Kanjuden (東方紺珠伝)                                                             | Shoot 'em up            | Microsoft Windows | 14 de agosto de 2015 (Comiket 88)   | Team Shanghai Alice                   | [ 25 ]      |
| Hidden Star in Four Seasons Tōhō Tenkūshō (東方天空璋)                                                           | Shoot 'em up            | Microsoft Windows | 11 de agosto de 2017 (Comiket 92)   | Team Shanghai Alice                   | [ 26 ]      |
| Antinomy of Common Flowers Tōhō Hyōibana (東方憑依華)                                                            | Luta                    | Microsoft Windows | 29 de dezembro de 2017 (Comiket 93) | Team Shanghai Alice Twilight Frontier | [ 27 ]      |
| Antinomy of Common Flowers Tōhō Hyōibana (東方憑依華)                                                            | Luta                    | PlayStation 4     | 22 de abril de 2021                 | Team Shanghai Alice Twilight Frontier | [ 28 ]      |
| Antinomy of Common Flowers Tōhō Hyōibana (東方憑依華)                                                            | Luta                    | Nintendo Switch   | 22 de abril de 2021                 | Team Shanghai Alice Twilight Frontier | [ 29 ]      |
| Violet Detector Hifū Naitomea Daiarī (秘封ナイトメアダイアリ)                                                    | Shoot 'em up            | Microsoft Windows | 10 de agosto de 2018 (Comiket 94)   | Team Shanghai Alice                   | [ 30 ]      |
| Wily Beast and Weakest Creature Tōhō Kikeijū (東方鬼形獣)                                                        | Shoot 'em up            | Microsoft Windows | 12 de agosto de 2019 (Comiket 96)   | Team Shanghai Alice                   | [ 31 ]      |
| Sunken Fossil World Tōhō Gōyoku Ibun ~ Suibotsushita Chinshū Jigoku (東方剛欲異聞 ～ 水没した沈愁地獄)           | Shoot 'em up/Plataforma | Microsoft Windows | 24 de outubro de 2021               | Team Shanghai Alice Twilight Frontier | [ 32 ]      |
| Unconnected Marketeers Tōhō Kōryūdō (東方虹龍洞)                                                                 | Shoot 'em up            | Microsoft Windows | 4 de maio de 2021                   | Team Shanghai Alice                   | [ 33 ]      |
| 100th Black Market Barettofiriatachi no Yamishijō (バレットフィリア達の闇市場)                                   | Shoot 'em up            | Microsoft Windows | 14 de agosto de 2022 (Comiket 100)  | Team Shanghai Alice                   | [ 34 ]      |
| Unfinished Dream of All Living Ghost Tōhō Jūōen (東方獣王園)                                                     | Shoot 'em up            | Microsoft Windows | 13 de agosto de 2023 (Comiket 102)  | Team Shanghai Alice                   |             |

### CDs musicais
ZUN's Music Collection
- Dolls in Pseudo Paradise (蓬莱人形, Hōrai Ningyō, 2002-12-30)[35]
- Ghostly Field Club (蓮台野夜行, Rendaino Yakō, 2003-12-30)[35]
- Changeability of Strange Dream (夢違科学世紀, Yumetagae Kagaku Seiki, 2004-12-30)[36]
- Retrospective 53 minutes (卯酉東海道, Bōyu Tōkaidō, 2006-05-21)[36]
- Magical Astronomy (大空魔術, Ōzora Majutsu, 2006-08-13)[36]
- Unknown Flower, Mesmerizing Journey (未知の花　魅知の旅, Michi no Hana, Michi no Tabi, 2011-05-08)[37]
- Trojan Green Asteroid (鳥船遺跡, Torifune Iseki, 2012-04-30)[38]
- Neo-traditionalism of Japan (伊弉諾物質, Izanagi Busshitsu, 2012-08-11)[39]
- Dr. Latency's Freak Report (燕石博物誌, Enseki Hakubutsushi, 2016-05-08)[40]
- Dateless Bar "Old Adam" (旧約酒場, Kyūyaku Sakaba, 2016-08-13)[41]
- Rainbow-Colored Septentrion (虹色のセプテントリオン, Nijiiro no Seputentorion, 2021-12-31)[42]
- Taboo Japan Disentanglement (七夕坂夢幻能, Tanabatazaka Mugen Nou, 2024-05-03)[43]

Akyu's Untouched Score
- Akyu's Untouched Score vol.1 (幺樂団の歴史１, Yōgakudan no Rekishi 1, 2006-05-21)[36]
- Akyu's Untouched Score vol.2 (幺樂団の歴史２, Yōgakudan no Rekishi 2, 2006-12-31)[44]
- Akyu's Untouched Score vol.3 (幺樂団の歴史３, Yōgakudan no Rekishi 3, 2006-12-31)[44]
- Akyu's Untouched Score vol.4 (幺樂団の歴史４, Yōgakudan no Rekishi 4, 2007-12-31)[45]
- Akyu's Untouched Score vol.5 (幺樂団の歴史５, Yōgakudan no Rekishi 5, 2007-12-31)[45]

Colaborações com Twilight Frontier
- Immaterial and Missing Power OST (幻想曲抜萃, Gensōkyoku Bassui, 2005-08-14)[46]
- Scarlet Weather Rhapsody OST (全人類ノ天楽録, Zenjinrui no Tengakuroku Tōhō Hisōten, 2008-08-16)[47]
- Touhou Hisoutensoku OST (核熱造神ヒソウテンソク, Kakunetsuzōshin Hisōtensoku, 2009-12-30)[48]
- Hopeless Masquerade OST (暗黒能楽集・心綺楼, Ankoku Nōgakushū, 2013-08-12)[49]
- Urban Legend in Limbo OST (深秘的楽曲集　宇佐見菫子と秘密の部室, Shinpiteki Gakkyokushū ~ Usami Sumireko to Himitsu no Bushitsu, 2015-08-14)[50]
- Urban Legend in Limbo OST 2 (深秘的楽曲集・補 東方深秘録初回特典CD, Shinpiteki Gakkyokushū - Ho ~ Tōhō Shinpiroku Shokai Tokuten CD, 2016-12-08)[51]
- Antimony of Common Flowers OST (完全憑依ディスコグラフィ, Kanzenhyōi Disukogurafi, 2018-05-06)[52]

## Membro
A Team Shanghai Alice é composta por um único membro, ZUN, que serve como programador, escritor, artista e compositor para as produções do grupo. Seu nome real é Jun'ya Ōta (太田 順也, Ōta Jun'ya); ele escolheu o pseudônimo devido à sua semelhança com seu nome real. Ele nasceu em 18 de março de 1977, em Hakuba, Nagano, e é bem conhecido entre os fãs por seu gosto pela cerveja e sua propensão a usar chapéus. Ele às vezes se refere brincando como o "Hakurei Kannushi" (博麗神主, lit. "sumo sacerdote do Santuário Hakurei"). Em 2012, ZUN revelou que havia se casado recentemente com uma programadora, com quem tem 2 filhos.
Seu interesse em criar música começou na escola primária, quando seus pais lhe presentearam com um Electone como presente de aniversário. No ensino médio, ele tocou trompete em uma banda de metais e começou a compor suas próprias músicas. Em 1995, ele começou a desenvolver uma série de videogames de bullet hell sob o nome de "ZUN Soft" enquanto estudava matemática na Universidade Tokyo Denki . Os jogos, que se tornariam as cinco primeiras entradas na série Touhou Project, foram desenvolvidos para computadores pessoais NEC PC-9800 e publicados pela Amusement Makers, um clube de desenvolvimento de jogos eletrônicos feito por estudantes:
Depois da sua formação em 1999, ZUN foi contratado como programador de videogame pela Taito. Ele é creditado na produção de vários títulos:
- International League Soccer (PlayStation 2, 2000)
- Magic Pengel (PlayStation 2, 2002)
- Bujingai (PlayStation 2, 2003)
- Graffiti Kingdom (PlayStation 2, 2004)
- Exit (PlayStation Portable, 2005)

Durante esse período, ele contribuiu com trilhas sonoras para vários jogos desenvolvidos por colegas mais novos na Amusement Makers, notavelmente o Seihou Project (西方Project, Seihō Purojekuto), uma série de jogos de bullet hell para Microsoft Windows de Shunsatsu sare do? (瞬殺サレ道？). A série foi concebida como uma contrapartida ao Touhou Project, apresentando uma jogabilidade altamente semelhante, bem como participações especiais de Reimu Hakurei, Marisa Kirisame e Yuuka Kazami:
- Shuusou Gyoku (秋霜玉, 2000) - parte de Seihou Project
- Torte Le Magic (トルテルマジック, Torute Ru Majikku, 2001)
- Kioh Gyoku (稀翁玉, 2001) - parte de Seihou Project
- ZUN's Strange Works (その他の作品, 2000–2001) - uma coleção de seis trilhas MIDI para o Roland SC-88Pro, incluindo músicas inutilizadas de Shuusou Gyoku[59]

Em 2007, ele deixou seu emprego na Taito para focar no desenvolvimento de Touhou Project. Mais tarde naquele ano, ZUN forneceu programação para Uwabami Breakers (黄昏酒場, Tasogare Sakaba), um jogo bullet hell com tema de cerveja publicado pela "The Drinking Party" (呑んべぇ会, Nonbe-ekai). O jogo usa o mesmo motor de Mountain of Faith e compartilha muitos recursos de jogabilidade semelhantes, incluindo um "Medidor de Cerveja" que aumenta o poder do tiro com base no dano causado.
Além dos jogos de Touhou Project, ZUN forneceu textos para vários trabalhos impressos oficiais de Touhou, produzidos em colaboração com vários ilustradores e editores:
- Curiosities of Lotus Asia (東方香霖堂, Tōhō Kōrindō, 2004–2007, 2015–presente)
- Touhou Sangetsusei (東方三月精), que consiste em:
  - Eastern and Little Nature Deity (2005–2006)
  - Strange and Bright Nature Deity (2006–2009)
  - Oriental Sacred Place (2009–2012)
  - Visionary Fairies in Shrine (2016–2019)
- Bohemian Archive in Japanese Red (東方文花帖, Tōhō Bunkachō, 2005)
- Seasonal Dream Vision (東方紫香花, Tōhō Shikōbana, 2005)
- Perfect Memento in Strict Sense (東方求聞史紀, Tōhō Gumonshiki, 2006)
- Touhou Bougetsushou (東方儚月抄), que consiste em:
  - Silent Sinner in Blue (2007–2009)
  - Cage in Lunatic Runagate (2007–2009)
  - Inaba of the Moon and Inaba of the Earth (月のイナバと地上の因幡, Tsuki no Inaba to Chijō no Inaba, 2007–2012)
- The Grimoire of Marisa (グリモワール オブ マリサ, Gurimowaru obu Marisa, 2009)
- Wild and Horned Hermit (東方茨歌仙, Tōhō Ibarakasen, 2010–2019)
- Symposium of Post-mysticism (東方求聞口授, Tōhō Gumon Kuju, 2012)
- Forbidden Scrollery (東方鈴奈庵, Tōhō Suzunaan, 2012–2017)
- Strange Creators of Outer World (東方外來韋編, Tōhō Gairai Ihen, 2015–presente)
- Alternative Facts in Eastern Utopia (東方文果真報, Tōhō Bunka Shinpō, 2017)
- The Grimoire of Usami (秘封倶楽部異界撮影記録, Hifū Kurabu Ikai Satsuei Kiroku, 2019)
- Cheating Detective Satori (<東方智霊奇伝>　反則探偵さとり, <Tōhō Chireikiden> Hansoku Tantei Satori, 2019–presente)
- Lotus Eaters (東方酔蝶華　～ ロータスイーター達の酔醒, Tōhō Suichōka ~ Rōtasuītā-tachi no Suisei, 2019–presente)
- Whispered Oracle of Hakurei Shrine (東方幻存神籤　～ Whispered Oracle of Hakurei Shrine, Tōhō Genzōnmikuji, 2025–presente)

Os lançamentos de Bohemian Archive em Japanese Red, Perfect Memento in Strict Sense, Strange Creators of Outer World Volume 2 e The Grimoire of Marisa foram acompanhados por CDs bônus, contendo arranjos e composições feitas por ZUN. Mais CDs foram adicionados em vários lançamentos tankōbon de mangás oficiais: Eastern and Little Nature Deity (2007), Strange and Bright Nature Deity (2008, 2009, 2009), Silent Sinner in Blue (2008), Oriental Sacred Place (2010, 2011, 2012) e Forbidden Scrollery (2016).
De forma rara, ZUN colaborou na produção de obras não oficiais de Touhou, criando faixas para dois fangames e quatro álbuns dōjin:
- Cradle (東方幻樂祀典, Tōhō Gengaku Shiten, 2004) - álbum por sound sepher
- Seasonal Dream Vision (東方紫香花, Tōhō Shikōbana, 2005) - álbum de compilação por Comic Toranoana, incluso com o fanbook de Seasonal Dream Vision
- Magus in Mystic Geometries (神魔討綺伝, Shinma Tōki Den, 2008) - jogo shoot 'em up  por D.N.A.Softwares
- Touhou Unreal Mahjong (東方幻想麻雀, Tōhō Gensō Mājan, 2009) - jogo mahjong  por D.N.A.Softwares
- Touhou Unreal Mahjong OST (東方幻想麻雀オリジナルサウンドトラック, Tōhō Gensō Mājan Orijinaru Saundo Torakku, 2009) - álbum por Disaster e D.N.A.Softwares
- 8BIT MUSIC POWER FINAL (8ビットミュージックパワーファイナル, 8-Bitto Myūjikku Pawā Fainaru, 2017) - álbum por Columbus Circle

Desde dezembro de 2009, ZUN escreve a coluna mensal "Which Came First, Hakurei Kannushi's Games or Beer?" (博麗神主のゲームが先かお酒が先か, Hakurei Kannushi no Gēmu ga Saki ka o Sake ga Saki ka?), no qual ele discute seus locais favoritos para comer e beber cerveja, sua vida diária, desenvolvimento de jogos e tópicos relacionados a Touhou Project. As colunas são frequentemente acompanhadas de fotos e/ou ilustrações de artistas convidados; e foram publicadas em série na revista Comptiq até julho de 2013 e na Comp Ace desde setembro de 2013.

## Links externos
- Team Shanghai Alice - website oficial (em japonês)
- Invisible Games and Japanese - blog de ZUN (em japonês)
- @korindo - Conta do Twitter de ZUN (em japonês)